# Лунино (Балтийский район)
Лунино — посёлок в Балтийском районе Калининградской области. Входит в состав Балтийского городского поселения.

## История
Деревня Дарген, впервые упоминается в 1327 году под названием Даргувайн, в переводе означающим «Луга Дарге». В первые годы правления короля Фридриха Вильгельма I в Даргене была открыта школа.
В 1946 году посёлок был переименован в Лунино.

## Население
| 2002 | 2010 |
| ---- | ---- |
| 172  | ↗492 |